# Бой-Булок
Бой-Було́к (узб. Boybuloq) — карстовая пещера в известняках Узбекистана, глубочайшая пещера в Средней Азии. Глубина пещеры составляет 1517 м, протяжённость — 18400 м. Основной вход, 2647 м над уровнем моря, находится на плато хребта Сурхантау, южного отрога Гиссарского хребта. Пещера расположена на юго-востоке страны, ближайшая деревня — Дехиболо (узб. Dehibolo), северо-восточнее Байсуна.
Пещера развивается в бронированном карсте верхних и средних юрских известняков, в моноклинальных пластах, в сохранившемся крыле антиклинали. Мощность известняковых пластов от 200 до 350 метров. В отличие от большинства известняковых пещер, она образовалась не в результате проникновения воды с поверхности, а имеет конденсационное происхождение, поскольку растворимая порода покрыта нерастворимыми слоями. Следовательно, пещера состоит в основном из очень узких меандров, которые спускаются под углом падения пластов, время от времени прерываемых вертикальными колодцами, не глубже 30 метров, и заканчивается непроходимым сифоном. Советские спелеологи начали исследовать Бой-Булок с 1985 года. От России экспедиции проводит Екатеринбургский спелеоклуб (СГС) совместно с другими клубами Урала и России при участии спелеологов из Италии, Великобритании, Словакии, Франции, Швейцарии, Чехии (в хронологическом порядке).

## Наименование
Небольшой ручей, редкость для этой очень засушливой местности, течет из входа в пещеру, это и дало пещере название. Сочетание двух слов: бой и булок — переводится как «богатый источник» как с узбекского языка, так и с таджикского языка жителей ближайшего села.

## История
Пещера была известна местным жителям с древних времен, потому что от ее входа по склону горы течет ручей. Зимой деревня Дехиболо, расположенная на высоте 1750 м (ее название переводится как «самая высокая деревня»), отрезана от мира снегом, а летом — несколько источников, которые дают воду жителям, могут пересохнуть. В апреле 1971 года Мустафо Зокирович Холмоминов (1917 г.р.) из Дехиболо отправился в четырехчасовой поход до пещеры (6 км) с сыном Худойберды (1957 г.р.) и с двумя ослами. Пещера была ему известна, прежде он посещал ее несколько раз. Они дошли до нее, и Мустафо углубился в пещеру помолиться. Примерно через час ползком он достиг точки недалеко от первого колодца, где его керосиновая лампа погасла. В темноте он перепутал направление ко входу и упал в пропасть, где и погиб. Худойберды два дня ждал у входа, затем пришли жители села Дехиболо и силой вернули его домой.
Мужчины из Дехиболо несколько раз пытались найти Мустафо в пещере тем летом и в последующие годы, но безуспешно. Его останки были обнаружены только в 1985 году во время первого спелеологического исследования пещеры.

## Исследование
После открытия пещеры Киевская на плато Кырктау в Узбекистане в 1972 году, 2340 м н. у. м., которая была исследована до глубины 990 м и в 1977—1978 годах была самой глубокой пещерой в СССР, российские спелеологи из Свердловска (СГС) в конце 1970-х и в ранних 1980-х начали поиск новых глубоких пещер в Средней Азии. В мае 1981 года они обнаружили пещеру Зиндан, позже переименованную в Уральскую-Зенкова (Зинданскую) , 3100 м н. у. м., на хребте Кетмень-Чапты. Ее источник на высоте 1300 м указывал на возможность очень большой глубины. До января 1983 года была достигнута окончательная глубина 565 м, сифон был слишком узким для погружения. Несколько поисковых экспедиций летом 1983 года оказались безрезультативными, а в 1984 году небольшая группа спелеологов СГС отправилась на массив Ходжа-Гур-Гур-Ата и обнаружила там ряд многообещающих входов.
Во время более крупной экспедиции 1985 года группа из пяти участников была отправлена на хребет Сурхантау для поиска новых пещер на плато. По дороге, в селе Курганча, 1455 м н. у. м., им рассказали о пещере, расположенной выше на плато, которая называется Бой-Булок. Один из жителей деревни Дехиболо отправился туда в 1971 году и не вернулся. Они прошли по руслу ручья и обнаружили низкий вход в пещеру на высоте 2650 м. Пещера начиналась 30-метровым полусифоном, по которому надо было ползти по горло в жидкой грязи до места, где можно встать. Далее узкий меандр простирается на 600 метров с набором высоты 90 метров и уходит вниз. Вскоре меандр достигает 27-метрового колодца, на дне которого и были обнаружены человеческие останки. Они принадлежали Мустафо Зокировичу Холмоминову.
Не только пещера Бой-Булок, но и большинство других пещер в этом районе представляют собой длинные узкие меандры, по которым трудно пройти и очень сложно оказать помощь в случае нештатной ситуации, так написал Сергей Куклев, участник экспедиции:
Я спросил Илью, стараясь говорить максимально цензурно, как, по его мнению, удобнее будет преодолеть препятствие, поверху или низом? Илья, подумав, ответствовал, что низом, несомненно, будет удобнее. И вот я, распластавшись, как камбала, полез под камнями, куда еле можно было засунуть голову. Застрял, разумеется. Прорванный где только возможно комбинезон никак не давал пойти на попятную, поэтому пришлось остановиться, чтобы перевести дух... Помочь человеку, застрявшему в Бой Булоке может только господь Бог или он сам - в тесных коридорах вдвоем никак не разминуться. Был случай, когда один из спелеологов предыдущих экспедиций сорвался с навески в колодце и, пролетев 17 метров, сломал себе обе ноги. Все, что смогли тогда сделать для него - это постоянно накачивать обезболивающим. Из Бой-Булока человек со сломанными ногами ползком выбирался двое суток...
В последующие годы были проведены экспедиции: в 1986 г. пещера была пройдена до −400 м, в 1987 г. до −500 м и останки Зокирова переданы его семье, в 1988 г. пронырнули сифон на −600 м без акваланга (фридайвинг), разрушили барьер с другой стороны сифона, понизив его уровень до полусифона, и обнаружили новую часть пещеры, которая была пройдена до −900 м. В 1989 году совместная советско-итальянская экспедиция достигла конечного сифона на глубине 1158 м и сумела подняться вверх до точки +156 м, что дало общую амплитуду пещеры 1310 м. В 1990 году советско-британской экспедиции удалось исследовать Новую часть в пещере +222 м (общая амплитуда 1376 м). Как видно из приведенной выше карты, международные экспедиции нашли отражение в названиях новых частей пещеры: Итальянская и Английская галереи.
В 1991 году было обнаружено нижнее продолжение Новой части, а в 1992 году был пройден восходящий колодец до точки +257 м, что дало окончательную амплитуду пещеры 1415 м. В 1995 году выполнялись раскопки завала в Обвальном зале, а в 1998 году установлен лагерь в Русском тоннеле, сделана попытка погружения в сифон на глубине 560 м, которая закончилась неудачей, и погружение в источник Холтан-Чашма, куда разгружается пещера Бой-Булок. Источник находится на 130 м ниже последнего пещерного сифона, а расстояние по горизонтали составляет 7 км, поэтому, скорее всего, соединение затоплено. В последующие годы нестабильная ситуация, связанная с распадом СССР, была неблагоприятна для спелеологических экспедиций, и спелеологи СГС вернулись в Узбекистан только в 2007 году, в Бой-Булок, и потом экспедиции продолжились на регулярной основе. Были обнаружены и исследованы новые ходы в Бой-Булоке, но глубина пещеры не изменилась.Проведены погружения в источник Холтан-Чашма в 2014 и 2015 годах, когда на расстоянии 170 м и глубине 18 м был достигнут линзовидный грот с узкими, идущими вниз щелями, слишком узкими, чтобы пройти.
Во время экспедиции СГС и АСУ в 2021 году исследовательская группа сделала топосъемку уходящих вверх тоннелей в Новой ветви пещеры, исследованных в 2016 году. Измерения показали, что достигнута самая высокая точка, где тоннель сужается в пока еще непроходимую дыру с очень сильной тягой, находится на высоте 272 м над входом в пещеру. Амплитуда Бой-Булока изменилась с достигнутой в 1992 году 1415 м до 1430 м, а длина увеличилась до 15212 м.
В 2022 году, в августе состоялась российская экспедиция «Бой-Булок 2022» в составе 20 человек, вновь организованная СГС и АСУ под руководством Вадима Логинова. Работали только в Бой-Булоке. Базовый лагерь разбили на высоте 2770 метров над уровнем моря, 120 метров над входом в пещеру. Единственной целью было изучить все возможности соединения с пещерой А. Вишневского. Было четыре рабочих группы. Группа подводников из двух человек исследовала три сифона. Два из них оказались слишком узкими, чтобы пройти, через третий они успешно нырнули. Вверх по течению уходил большой тоннель, один из двух дайверов исследовал небольшое расстояние и вернулся, исследование данной части пещеры было отложено, так как требуется большое количество снаряжения для восхождений после сифонов. Разведывательная группа, также состоящая из двух человек, проверила близлежащие боковые ходы и меандры. Нашли несколько ходов, которые закончились непроходимыми узостями. Никакой тяги в сторону Вишневского не обнаружили. Группа восходителей, опять же состоящая из двух человек, исследовала верхние этажи пещеры. Они обнаружили несколько кольцовок, каминов которые вели к горизонтальному тоннелю, заканчивающемуся колодцем, ведущем в уже известную часть пещеры. В конце экспедиции они поднялись по достаточно широкому колодцу высотой 170 метров, который продолжается ходом, предположительно ведущим в сторону пещеры Вишневского. Из-за нехватки времени они вернулись. Инженерная группа из четырех человек расширяла узости в направлении к пещере Вишневского. Они продвинулись метров на 20, тяги не было.
Глубина пещеры не изменилась, исследовано около 1 км новых ходов, топосъемки не сделали.
В августе 2023 года большая экспедиция в составе 33 человек, из России, по одному участнику было из Тайваня и Чехии, работала в этом же районе. В 2023 году они работали в обеих пещерах — в Бой-Булоке и Вишневского. В Бой-Булоке инженерная группа работала на ближайшей точке к Вишневского, продвинулась на 20 метров, тяги не было.
Группа восходителей обследовала несколько новых галерей. Среди них наверху 170-ти метрового колодца они открыли красивый ход протяженностью 666 метров, который завершился завалом. Образцы натёчных образований были собраны в пещере Лунная (которая проходит над ходами п. А. Вишневского) для анализа на факультете геонаук Национального Тайваньского университета.
В верхней части Бой-Булока, в небольшом гроте был разбит новый подземный лагерь, из которого группа в составе 2-4 человека расширяла проход в самой высокой точке пещеры с очень сильной тягой воздуха. Они продвинулись на 4 метра.
Другая группа работала из подземного лагеря – ПБЛ 0 (он находится примерно на той же высоте, что и вход в Бой-Булок). Они прошли несколько уступов и в одном из них обнаружили узкий тоннель, продолжавшийся вверх, в направлении вершины Чульбаирского хребта, к стене с восточной его стороны. Они прошли 1,5 км по меандру и сделали топосъемку его части.
В последний день экспедиции была измерена высота последней достигнутой точки с помощью альтиметра, и значительно увеличена амплитуда Бой-Булока. Ход продолжается, но первопроходцам пришлось вернуться из-за нехватки времени.
После экспедиции новая глубина Бой-Булока составила 1517 метров, а его длина 18,4 км.

## Пещера Вишневского
2015 В год смерти Александра Сергеевича Вишневского, руководителя экспедиций СГС в Бой-Булок с 1988 по 1992 год и с 1995 по 2008 год,, в рамках экспедиции СГС и АСУ поисковая группа из 7 человек под руководством Василия Самсонова из Оренбурга методично обследовала 3-километровый участок стены высотой 150—200 м над Бой-Булоком. Они обнаружили несколько возможных входов в пещеры, все они расположены на 30-50 м ниже края стены. Наиболее многообещающим оказался тот, который обозначен как ЧБ-15. Вход расположен на высоте 3522 м, что на 25 метров ниже края плато и представляет собой грот высотой восемь метров и доступен только по вертикальной навеске. Пещера начинается каскадом небольших колодцев, соединенных узкими меандрами. На расстоянии 400 метров от входа на глубине 70 метров команда остановилась у очень узкого хода с сильной тягой. После 4 часов работы они расширили проход, за которым открылся глубокий колодец, исследование которого они перенесли на следующий год.
2016 В рамках экспедиции «Байсунтау-2016» в пещере ЧБ-15 работала команда из 7 человек: 4 из России и 3 из Италии (спелеоклуб La Venta) . Из-за длительного пути от базового лагеря до пещеры (3 часа) было принято решение перенести часть лагеря на вершину хребта. Положение осложнялось отсутствием воды, сильным ветром и низкой температурой ночью. В пещере была расширена труднопроходимая узость, и участники экспедиции спустились на 15 метров в зал «Куницы», который продолжился очень узким меандром высотой от 3 до 30 м, после которого через 2-3 часа пути следует наклонный и скользкий ход. Он привел к 40-метровому колодцу, в 4-5 часах от входа. В небольшом гроте недалеко от этого места на следующий год был установлен «ПБЛ −168»(подземный базовый лагерь) Первопроходцы последовали за тягой и после ряда узких мест, вертикальных и горизонтальных, которые требовали расширения, спустились в более широкий меандр с небольшим ручьем на дне. Через 300 м обнаружили колодец глубиной 12 м и организовали спуск в новый меандр — более широкий и высокий. Через час штурмовая двойка вышла к очередному 8-метровому колодцу, нехватка времени вынудила их вернуться. Глубина отснятой части пещеры составила 234 м, длина — 1089 м. Пещера ЧБ-15 была переименована в пещеру имени Александра Вишневского и постепенно развивалась в сторону Бой-Булока.
2017 Команда в составе 10 человек из СГС и АСУ поставила лагерь над пещерой на высоте 3500 м. После непродолжительной акклиматизации был установлен палаточный «ПБЛ −168», откуда Сергей Терехин и Артур Абдюшев суточным выходом достигли сифона на глубине 735 м. Затем для подробного исследования нижней части был установлен еще один ПБЛ, гамачный. Новая часть представляет собой галерею шириной в среднем 50 см с ручьем, в который впадают 4 притока (еще неисследованные). Топосъемка была выполнена до глубины 586 м при длине 2800 м и также показала, что пещера плавно спускается в сторону Новой части Бой-Булока, под углом 19 градусов (как и поверхность плато), на расстоянии от поверхности 70-100 м. Также была сделана точная поверхностная съемка района для построения 3D модели пещеры. Часть команды целенаправленно искала дополнительные входы в пещеру Вишневского как на плато, так и на стене, чтобы сократить утомительный и трудоемкий путь ко дну. Было обнаружено несколько интересных пещер, например, Лунная, У источника, Логово. Также велась работа в пещере ЧБ-17. Но ни одна из найденных пещер не соединилась с пещерой Вишневского.
2018 Международная команда из 25 человек: 14 человек из России, 8 человек из Франции и 3 человека из Швейцарии — работала не только в пещере Вишневского, но и в пещерах Бой-Булок, Лунная и ЧБ-5. Поверхностный базовый лагерь был установлен на высоте 3000 м, в часе ходьбы от входа в пещеру Вишневского и полутора часов от Бой-Булока. В пещере установили два гамачных лагеря на −350 м и −600 м. Обход сифона найти не удалось, но недалеко от нижнего лагеря, в боковом притоке, который развивался в обратном (восходящем) направлении, была обнаружена протяженная интересная галерея, идущая в направлении верхней части Бой-Булока. В одном из двух других исследованных притоков был обнаружен большой колодец высотой 80 м, который приблизился к поверхности, не доходя до нее 20 м. В Новой части Бой-Булока был проведен поиск вероятной точки соединения двух пещер. На карту было нанесено 2500 м новых ходов в пещерах Вишневского и Лунной. На поверхности, в каньоне, который ведет к Бой-Булоку, были обнаружены следы динозавров
2019 Собрать экспедицию было сложно, поскольку не было ясных перспектив продолжения работы на дне, тем не менее, собралась команда с Урала, Москвы и Иркутска в количестве 15 человек. Поверхностный лагерь установили на проверенном месте возле пещеры Лунная и группа из четырех человек: Евгений Сакулин, Петр Ковешников, Анастасия Янина и Андрей Миногин — отправилась на дно, чтобы установить там ПБЛ «Сифонный», попытаться найти продолжение в притоке на −600 м, еще раз обследовать нижний сифон и попробовать прокопать старый ход. Но в первый же день на дне Евгению и Анастасии удалось проползти по узкому, полузатопленному ходу и дойти до меандра за сифоном. Пещера пошла дальше вниз. Данная новость была передана по телефону на поверхность. Остальные планы работ были отменены, и группа, усиленная Евгением Рыбкой, Василием Самсоновым и Вадимом Логиновым, отправилась в новую часть. После возвращения поисковой группы с хребта Бель-Ауты на работу в пещере Вишневского также переключились Евгений Цурихин, Алексей Серёгин и Екатерина Базарова.
После сифона пещера продолжилась широким меандром с ручьем на дне и уступами 1-5 м. Через некоторое время ручей исчезал в узкой щели под натеком, и началась «Большая галерея». Сначала шел сухой ход с низким потолком, несколько кольцовок, тоннель превращался в ползун, становилось мокро, затем твердый пол переходил в глиняный. Прохождение этого участка занимало 2 часа. Ход подрезался новым меандром, где под потолком был обнаружен «Большой обвальный зал». Следующий меандр неширокий, с небольшим ручьем на дне, местами залитый натеками. Другой приток приходил слева.
Ход продолжался несколькими небольшими уступами с навеской. Красивый цветной меандр был назван «Янтарная река» из-за множества натечных образований. Далее справа приходил мощный приток, скорее всего, основной поток воды, исчезающий в полу перед началом «Большой галереи». Место соединения назвали «Аквапарк», так как его приходится перебегать под хорошим душем. Слева, после «Аквапарка», на небольшой полочке был установлен ПБЛ «Гнездо». Далее шел большой меандр с потоком воды около 1 л/сек. Для этого района такой расход воды считается большим. Затем следовал 12-метровый колодец «Фрироуп» с хорошим душем, за которым колодцы 10, 8 и 12 метров, где потребовалась навеска. Группа остановилась на верху колодца, названного «50 м кордоса», глубиной 20 метров, за которым был виден еще один спуск. Не хватило времени, веревки и анкеров. Пещера двигалась к каскаду колодцев в Новой части Бой-Булока. Пещера Вишневского пройдена до −1131 м, с протяженностью 8004 м. В 2019 году установили три подземных лагеря на глубинах 168 м, 614 м и 1049 м, обследовали 438 м вглубь и 2628 м длины.
Самая глубокая точка в пещере Вишневского находилась на расстоянии 50 м выше по вертикали и в 200-х м по горизонтали от Бой-Булока. Их соединение привело бы к появлению одной пещеры с глубиной 2033 м.
2020 Из-за пандемии Covid-19 планы по большой экспедиции в пещеры хребта Чульбаир, особенно в пещеру Вишневского, были отложены.
2021 Границы Узбекистана открылись в июне 2021 года, и в августе стартовала российско-французско-словенско-узбекская экспедиция «Бой-Булок 2021» в составе 18 человек. Экспедиция была организована СГС и АСУ, под руководством Вадима Логинова. Пещера Вишневского продолжалась серией небольших уступов, за которыми следовал 30-метровый колодец. На его дне было несколько продолжений. Спелеологи последовали за водой и дошли до полусифона с небольшим пространством от воды до потолка, за которым были обнаружены еще два таких же полусифона. Пещера продолжалась тоннелем с перепадом 20 м, где поток воды, около 10 л/с, впадал в большой сифон. Требовалось погружение, сухой обход найти не удалось. Исследовав все сухопутные ответвления в Вишневского и Бой-Булоке, экспедиции удалось сократить расстояние между двумя меандрами обеих пещер до 70 м, примерно на одинаковой высоте над уровнем моря. Оба меандра были слишком узкими, чтобы пройти.
2023 Три группы экспедиции Чульбаир 2023 работали в пещере Вишневского. Инженерная группа расширяла узости в сторону Бой-Булока, прошла 35 метров, тяги опять не было. Группа восходителей исследовала ходы на верху колодцев. В верху одного из колодцев они расширили ход, который закончился через 30 метров. Третья группа пыталась осушить небольшой подвешенный сифон в нижней части пещеры, откачивая воду гермомешками. Им удалось осушить сифон только наполовину. Также была установлена постоянная связь между двумя пещерами с помощью телефонов Николя. Соединение искали также по звукам с обеих сторон (сверление, удары молотка). Наилучшая передача звука была возле подвешенного сифона и ближайшего хода из Бой-Булока. По топосъемке расстояние между двумя точками составляет 70 метров, но из-за четкой звуковой связи оно, вероятно, меньше 50 метров.
Пещера Вишневского осталась глубиной 1283 метра, ее длина увеличилась до 8,6 км.

## Пещера и мир
Открытия в пещерах Бой-Булок и Вишневского, совершенные в ходе экспедиций с 2019 по 2023 год, подтвердили предположения о существовании очень глубокой, сложной и единой высокогорной пещерной системы на хребте Чульбаир.
В мире 14 гор выше 8000 метров — первая гора была покорена в 1950 году, а последняя — в 1964 году, но только 2 пещеры глубже 2000 метров. Обе так называемые суперпещеры, последние непокоренные части нашей планеты, получили этот статус на полвека позже. Крубера (Воронья) (глубина 2197 м) превысила 2000 м в 2004 году, после 44 лет исследований, Пещера Верёвкина (глубина 2212 м) в 2017 году, через 49 лет после открытия. Ожидаемое соединение Бой-Булока и пещеры Вишневского привело бы к появлению третьей такой пещеры. В 2001 году самая глубокая пещера в мире была перенесена из Центральной Европы в Абхазию на Западном Кавказе, где по состоянию на 2020 год расположены четыре самых глубоких пещеры. Перспектива увеличения по глубине ограничена высотой входов в пещеры в известняковых массивах Арабика и Бзыбь. И она редко превышает 2300 м (верхние точки Арабика, 2656 м и Напра, 2684 м). Две другие области известняка с большим потенциалом для глубоких пещер — это Сьерра-де-Хуарес, Оахака на юге Мексики с пещерой Чеве, где слой известняка имеет мощность более 2500 м, и массив Аладаглар в Турции с пещерой Кузгун, с толщиной слоя известняка 4000 м. Тем не менее, несмотря на очень значительные усилия, более 40 лет работы в Сьерра-де-Хуарес и более 20 лет в Аладагларе, не смогли достичь глубины более 1524 м и 1400 м.
Все эти факты значительно повысили внимание, уделяемое Бой-Булоку, Узбекистану и Центральной Азии в мире спелеологии. Было инициировано несколько региональных проектов, таких как Исследование карста и пещер хребта Байсунтау, 2020—2021 год, Карст на крыше мира (Памир, Таджикистан), 2020—2021, Среднеазиатский трансграничный спелеопроект, Спелеологическая экспедиция «Туя-Муюн» — 2021 г. (Предгорья Алайского хребта, Кыргызстан). Бой-Булок и Чульбаир также были добавлены в список туристических достопримечательностей Узбекистана.
Пещера Бой-Булок описана в книге итальянских спелеологов в 1992 году, она была представлена в отчете BBC, несколько страниц о пещере в книге СГС. В центре кадра, клуба организаторов экспедиций,, также пещера главный сюжет романа одного из участников экспедиции — В голове моей опилки … Полная история исследований пещер Бой-Булок и Вишнеского описана в книге “Время проходить сквозь стены”.